# Індекс інвестиційної свободи
Індекс інвестиційної свободи (англ. Investment Freedom Index) — це один із компонентів Індексу економічної свободи, який щорічно публікується американським аналітичним центром Heritage Foundation у співпраці з газетою The Wall Street Journal. Індекс оцінює ступінь свободи інвестиційної діяльності в країні, зокрема можливість фізичних та юридичних осіб вільно переміщати капітал як всередині країни, так і через її кордони без обмежень.

## Методологія
Індекс інвестиційної свободи оцінюється за шкалою від 0 до 100 балів, де 100 означає повну відсутність обмежень на інвестиційну діяльність. Початковий бал у 100 зменшується за наявності таких обмежень, як:
обмеження на іноземну власність;
контроль за рухом капіталу;
валютні обмеження;
непрозорі або дискримінаційні регуляторні практики;
ризики експропріації без справедливої компенсації;
бюрократичні перепони та інші бар'єри для інвесторів.
Investopedia
+3
Heritage Foundation
+3
Heritage Foundation
+3

## Глобальні рейтинги
Станом на 2024 рік середній показник індексу інвестиційної свободи у 175 країнах становив 56 балів. Найвищий результат зафіксовано у Люксембурзі — 95 балів, а найнижчий — в Еритреї, яка отримала 0 балів.

## Значення індексу
Індекс інвестиційної свободи є важливим інструментом для інвесторів, економістів та політиків, оскільки відображає рівень відкритості економіки для інвестицій. Високі показники індексу свідчать про сприятливий інвестиційний клімат, що може сприяти залученню іноземного капіталу, економічному зростанню та створенню робочих місць.